# Allen Potter
Allen Potter (* 2. Oktober 1818 in Galway, Saratoga County, New York; † 8. Mai 1885 in Kalamazoo, Michigan) war ein US-amerikanischer Politiker. Zwischen 1875 und 1877 vertrat er den Bundesstaat Michigan im US-Repräsentantenhaus.

## Werdegang
Allen Potter besuchte öffentliche Schulen seiner Heimat. Im Jahr 1830 kam er nach Adrian im Michigan-Territorium. 1838 zog er nach Jonesville im inzwischen gegründeten Bundesstaat Michigan weiter, wo er eine Lehre als Spengler absolvierte. Nach einem weiteren Umzug gelangte er im Jahr 1845 nach Kalamazoo, wo er bis 1858 im Eisenwarenhandel tätig war. Danach stieg er in das Bankgewerbe ein. Gleichzeitig begann er eine politische Laufbahn.
Im Jahr 1857 wurde Potter in das Repräsentantenhaus von Michigan gewählt. Zwischen 1859 und 1872 war er mehrfach Mitglied und Vorsitzender des Gemeinderats von Kalamazoo. Von 1867 bis 1871 saß er im dortigen Bildungsausschuss; im Jahr 1869 wurde er dessen Vorsitzender. 1872 gehörte Potter auch dem Trinkwasserausschuss seiner Heimatstadt an. Im Jahr 1872 kandidierte er als Liberalrepublikaner erfolglos für das US-Repräsentantenhaus. Anschließend trat er der Demokratischen Partei bei.
Bei den Kongresswahlen des Jahres 1874 wurde Potter im vierten Wahlbezirk von Michigan in das US-Repräsentantenhaus in Washington, D.C. gewählt, wo er am 4. März 1875 die Nachfolge des Republikaners Julius C. Burrows antrat. Da er im Jahr 1876 auf eine weitere Kandidatur verzichtete, konnte er bis zum 3. März 1877 nur eine Legislaturperiode im Kongress absolvieren. Nach seinem Ausscheiden aus dem US-Repräsentantenhaus arbeitete Potter wieder im Bankgewerbe. Außerdem beteiligte er sich finanziell am Eisenbahngeschäft und am Bergbau im Colorado. Zwischen 1880 und 1883 gehörte er der Abwasserkommission in Kalamazoo an; im Jahr 1884 wurde er Bürgermeister dieser Stadt. Außerdem war er Kämmerer der staatlichen Nervenheilanstalt von Michigan. Allen Potter starb am 8. Mai 1885 in Kalamazoo, wo er auch beigesetzt wurde.